# Greve geral de 1906 em Porto Alegre
A greve geral de 1906 em Porto Alegre, também conhecida como greve dos 21 dias, foi a primeira greve geral da história do
Rio Grande do Sul. Entre os dias 3 e 21 de outubro, cerca de cinco mil operários abandonaram o trabalho exigindo a redução de jornada para oito horas diárias. O movimento foi inicialmente impulsionado pelos anarquistas, que haviam iniciado uma greve no dia 26 de agosto na marmoraria de Jacob Aloys Friedrichs reivindicando a jornada de oito horas. Logo após a declaração de greve, fundaram o Sindicato dos Marmoristas e chamaram os demais trabalhadores de Porto Alegre para se unirem ao movimento. Durante todo o mês de setembro, a classe trabalhadora da cidade se manteve solidária aos marmoristas paralisados, e no dia 3 de outubro, diversas categorias decidiram se declarar em greve.
Diante da paralisação de várias categorias — incluindo metalúrgicos, estivadores, pedreiros, trabalhadores dos bondes e têxteis —, o empresariado local se reuniu sob a liderança de Alberto Bins para firmar um convênio que concedia aos operários uma jornada diária de nove horas de trabalho, proposta que inicialmente não foi aceita pelos grevistas. Durante a greve, os socialistas Francisco Xavier da Costa e Carlos Cavaco emergiram como lideranças do movimento, alijando os anarquistas de sua direção e impulsionando a criação da Federação Operária do Rio Grande do Sul (FORGS), que se tornaria a mais importante organização da classe trabalhadora gaúcha durante a Primeira República. Os patrões se mantiveram intransigentes e a greve começou a se esvaziar a partir do dia 17 de outubro, quando diversos trabalhadores, pressionados pelas dificuldades econômicas decorrentes de tanto tempo paralisados, começaram a voltar ao trabalho, aceitando a jornada de nove horas. No dia 21, o movimento foi dado por encerrado pela imprensa local. Apesar da reivindicação original não ter sido atendida, a redução da jornada de trabalho foi vista como uma conquista parcial, e a greve ajudou a fortalecer a consciência de classe e a organização dos trabalhadores de Porto Alegre. 

## Contexto
Segundo a historiadora Joan Bak, a greve geral de 1906 em Porto Alegre está inserida em um contexto no qual se destacam pelo menos três elementos: a introdução de novas modalidades de produção, que desestruturaram os hábitos familiares de trabalho artesanal; a introdução crescente da mão de obra feminina no ambiente de trabalho; e a transformação de comunidades étnicas herméticas em comunidades mais heterogêneas, que passavam a se reconhecer enquanto classe trabalhadora.
Até o início do século XX, predominava na maioria das empresas de Porto Alegre uma organização típica das oficinas manufatureiras, com um número relativamente reduzido de empregados e uma hierarquia de funções baseada no talento e no tempo de aprendizagem profissional. Esse ambiente de trabalho trazia possibilidades de ascensão hierárquica aos empregados, bem como permitia uma maior proximidade entre estes e seus patrões, favorecendo relações sociais de tipo paternalista. Os trabalhadores das primeiras oficinas e indústrias eram quase sempre artesãos qualificados do sexo masculino, em geral imigrantes europeus ou descendentes. Os empresários geralmente contratavam apenas trabalhadores conterrâneos, numa tentativa de acentuar a solidariedade étnica e camuflar as diferenças de classe. As barreiras linguísticas acabavam por isolar os trabalhadores imigrantes daqueles de fala portuguesa, reforçando os laços culturais entre patrões e empregados. Os negros e mestiços, ainda que formassem parte importante da população da cidade, eram relegados a trabalhos não qualificados e mal pagos, enquanto muitos empresários contratavam somente trabalhadores de origem europeia.
No início dos anos 1900, ocorreu uma expansão da indústria e as relações sociais mais tradicionais entre patrão e empregado começaram a se modificar com o surgimento das grandes fábricas. Em decorrência desse processo, alguns artesãos passaram a culpar as máquinas por os terem tirado de seus antigos trabalhos e reclamavam que estavam trabalhando mais e ganhando menos. Estabelecimentos que empregavam mais de 50 trabalhadores se tornavam mais comuns, concentrados especialmente na metalurgia, na produção de vestuário, móveis e alimentos. De acordo com Bak, "esses estabelecimentos se tornaram um primeiro campo de batalha dos conflitos por mudanças nas relações sociais de produção", incluindo as primeiras greves, até então sempre circunscritas a apenas um estabelecimento. Com o aparecimento e a expansão de novas fábricas, a mão de obra feminina passou a ser cada vez mais empregada. Na fábrica de meias e espartilhos da Companhia Fabril Porto-Alegrense, uma das maiores e mais mecanizadas da cidade, três quartos da mão de obra era composta por mulheres, que trabalhavam por baixos salários e em condições insalubres.
Como consequência desse processo inicial de industrialização, Porto Alegre passou por um rápido crescimento urbano. A população da cidade, de 52.000 habitantes em 1890, havia dobrado em 1910, e também surgiram novos distritos urbanos nesse período. A expansão da cidade se dava principalmente ao norte e ao leste. A zona do quarto distrito — atuais bairros de São João e Navegantes — surgiu como a primeira região industrial da cidade, onde a presença da classe operária se fazia presente.
Em decorrência dessas rápidas transformações, as comunidades étnicas densas e herméticas começavam a se transformar em comunidades mais heterogêneas com mistura de identidades étnicas e de classe. Enquanto em um primeiro momento as organizações da classe trabalhadora eram marcadas pela etnicidade, já em 1896, a Liga Operária Internacional congregava membros falantes de português, alemão e italiano. No início do século XX, militantes anarquistas passaram a organizar sindicatos por ocupação, ainda que num primeiro momento, alguns ofícios fossem identificados com certas etnias — os italianos predominavam entre os sapateiros; os alemães, por sua vez, entre os metalúrgicos, chapeleiros e marceneiros.

## A greve

### Greve dos marmoristas

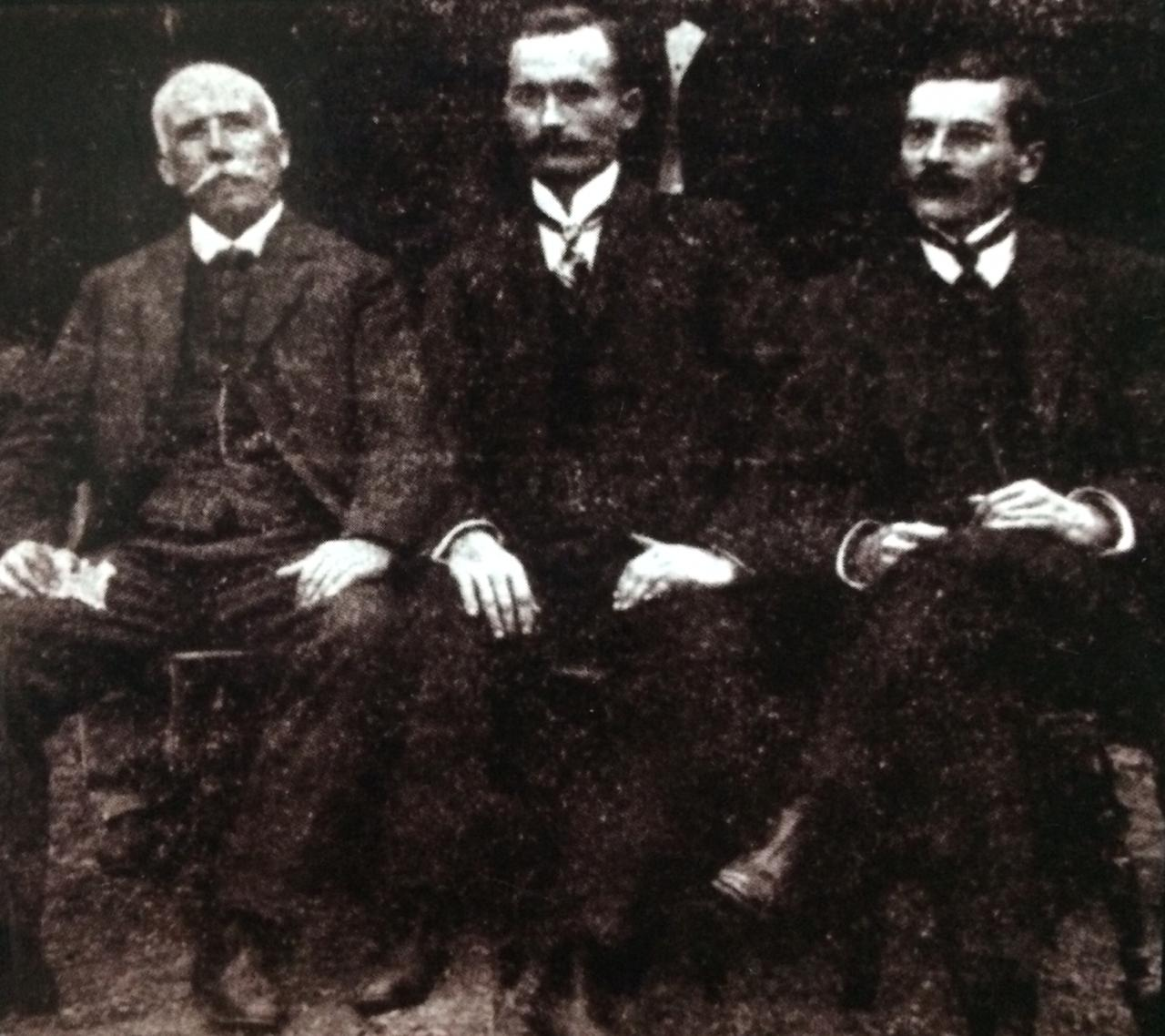
Henrique Faccini, Carlos Jansson e Arthur do Vale Quaresma, os iniciadores da greve na marmoraria de Jacob Aloys Friedrichs.

No dia 26 de agosto de 1906, três marmoristas da oficina de Jacob Aloys Friedrichs – Henrique Faccini, Carlos Jansson e Arthur do Vale Quaresma – lhe entregaram uma carta na qual reivindicavam a jornada de oito horas de trabalho. A reivindicação da jornada de oito horas não era uma novidade no movimento operário: os socialistas gaúchos já a exigiam desde 1897, quando a demanda apareceu no programa do Partido Socialista do Rio Grande do Sul; ainda em 1906, entre os dias 15 e 22 de abril, foi realizado no Rio de Janeiro o Primeiro Congresso Operário Brasileiro, que colocou a luta pelas oito horas na ordem do dia. Os militantes do movimento operário, em especial os anarquistas consideravam que a jornada de oito horas ajudaria a reduzir o desemprego e permitiria aos trabalhadores se organizar e se instruir em seu tempo livre, fazendo crescer sua consciência de classe. Embora o Rio Grande do Sul não tivesse enviado representantes ao Congresso Operário, os anarquistas de Porto Alegre tomaram conhecimento das propostas aprovadas no encontro, e inspirados pelo Congresso, decidiram iniciar um movimento em prol das oito horas. Henrique Faccini e André Arjonas, signatários da carta entregue à Friedrichs, eram militantes anarquistas.
Os marmoristas, assim como outros artesãos, possuíam suas próprias ferramentas e eram qualificados, o que os tornava difíceis de serem substituídos. Porém, trabalhavam 11 horas diárias. Na carta entregue a Friedrichs, os marmoristas se identificavam como classe operária e justificavam a sua exigência argumentando que essa medida lhes daria "algum tempo para o desenvolvimento moral e intelectual". Os empregados de Friedrichs acreditavam que ele era o mais indicado para introduzir a jornada de oito horas na cidade e esperavam uma resposta favorável de seu patrão, caso contrário, estavam dispostos a tomar uma "resolução diferente".
Apesar do tom respeitoso e cordial da carta, que não evidenciava hostilidade ou ardor revolucionário, considerando Friedrichs como um "homem honesto" e "laborioso e condescendente com tudo que é justo e que sempre nos tem tratado bem", a ameaça de que fosse tomada uma "resolução diferente" irritou o patrão. Na manhã seguinte, dia 27, Friedrichs encontrou somente um empregado na marmoraria; todos os demais, mesmo os aprendizes, estavam ausentes. Através de um informante que se declarou neutro, soube que seus funcionários só voltariam ao trabalho depois de conhecerem a resposta à solicitação apresentada no dia anterior. Houve então um impasse: Friedrichs afirmou que enquanto seus empregados "não voltassem ao trabalho e aguardassem com calma" a sua resposta, "eles poderiam esperar indefinidamente". Estabeleceu a volta ao trabalho como condição de sua resposta aos empregados e afirmou que a questão "já não girava em torno da jornada de oito horas", com a qual Friedrichs já havia se "conformado intimamente", mas sim, pela sua "autoridade de mestre e empregador".
Os grevistas se mantiveram firmes durante uma semana. Ao final desse período, Friedrichs informou que se dispunha a reduzir a jornada de trabalho para nove horas e impôs um ultimato: caso os trabalhadores rejeitassem sua proposta, deveriam retirar seus instrumentos de trabalho até às dezessete horas do dia seguinte. Os marmoristas nomearam uma comissão para tentar um acordo com Friedrichs, que se manteve intransigente. A comissão, por sua vez, declarou ao patrão que os trabalhadores seguiriam em greve enquanto suas reclamações não fossem atendidas. Já no dia seguinte, um grupo de grevistas tentou retirar suas ferramentas da oficina, mas o patrão se negou a entregá-las e pediu proteção policial. Os trabalhadores convenceram a polícia de que somente reclamavam o que lhes pertencia de direito e, quando a polícia cedeu, eles entraram calmamente no estabelecimento, recolheram seus pertences e saíram.

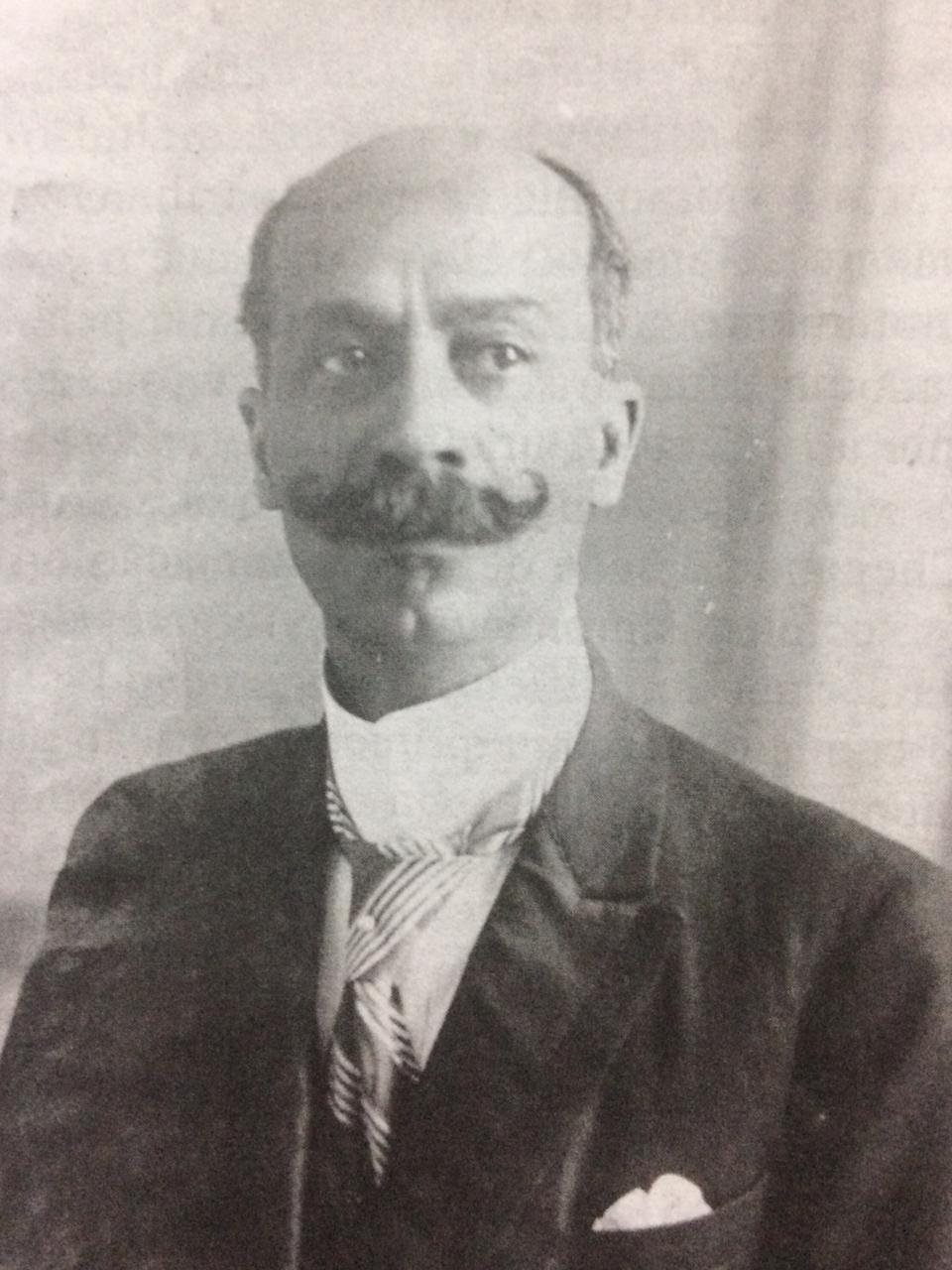
O socialista Francisco Xavier da Costa tentou buscar uma saída negociada para a greve dos marmoristas. Com a generalização da greve, se afirmou como um dos líderes do movimento.

No dia 10 de setembro, o litógrafo socialista Francisco Xavier da Costa se ofereceu para mediar o conflito, escrevendo a Friedrichs e argumentando que seria "absolutamente impossível um acordo entre vós e os ex-vossos operários, desde que não tenhais a benevolência de atender ao que eles solicitaram, isto é – a redução do labor a oito horas diárias". Apesar de ser brasileiro e mestiço, Xavier da Costa possuía laços com a comunidade de fala alemã e já havia atuado como mediador entre patrões e empregados na greve da Companhia Fiação e Tecidos, no ano anterior. Por essas razões – e também em uma tentativa de reforçar sua liderança no movimento operário local e bloquear o avanço dos anarquistas –, tentou buscar uma saída negociada ao conflito.
Durante o mês de setembro, quase todo o operariado da cidade se manteve solidário aos grevistas. No dia 25 de setembro, nove marmoristas, inclusive Henrique Faccini, embarcaram rumo ao Rio de Janeiro, onde seriam empregados no regime de oito horas. Representantes de diversas associações de trabalhadores compareceram ao porto em uma demonstração de apoio aos marmoristas.

### Generalização da greve

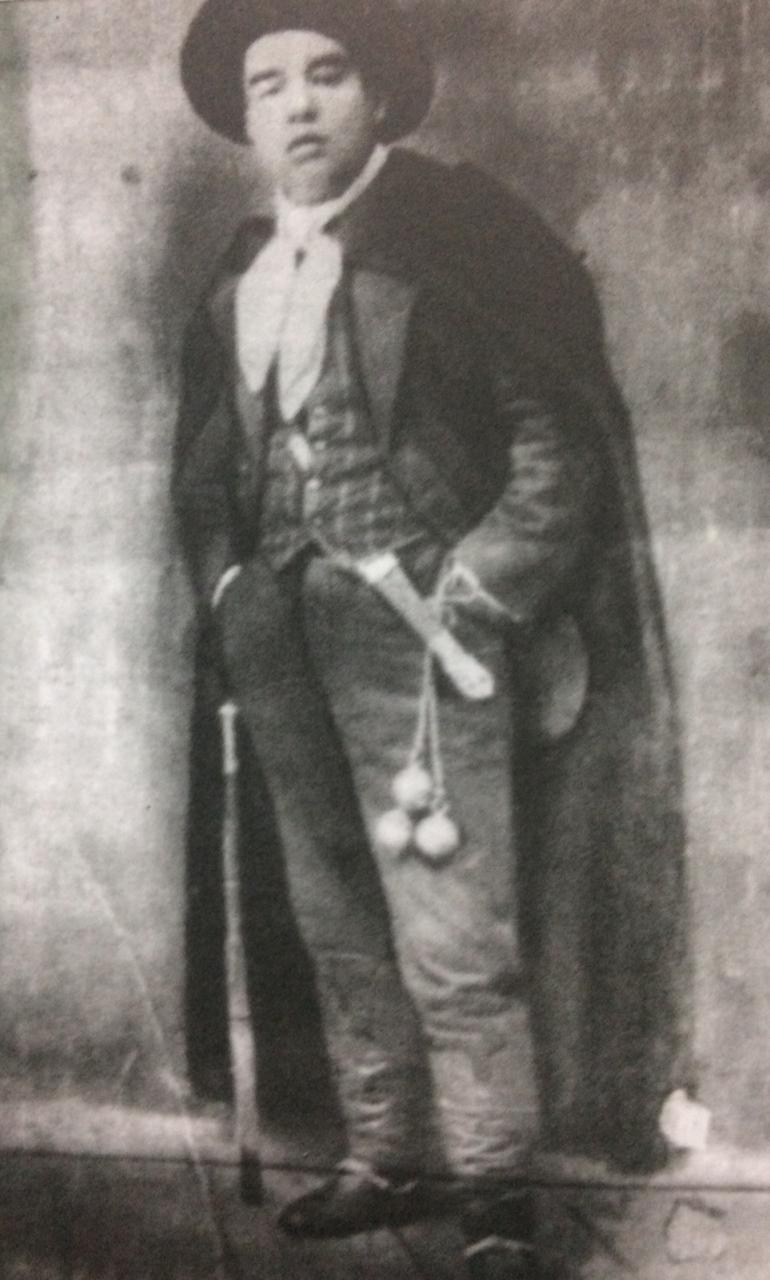
Ao lado de Xavier da Costa, o jornalista e literato Carlos Cavaco foi um dos principais líderes da greve. Ganhou destaque com seus discursos eloquentes dirigidos aos trabalhadores.

Logo após a declaração da greve, os marmoristas fundaram o Sindicato dos Marmoristas e Anexos e chamaram os trabalhadores da cidade para se unirem à luta, através de um manifesto no qual pediam a adesão do operariado local à ideia das oito horas. No dia 9 de setembro, os pedreiros e chapeleiros responderam ao chamado organizando seus próprios sindicatos. Os trabalhadores têxteis e alfaiates também começaram a se organizar e a União dos Metalúrgicos foi incentivada a entrar em ação. Xavier da Costa e Carlos Cavaco, os principais líderes socialistas de Porto Alegre, passaram a organizar comícios operários incitando os trabalhadores a conquistarem a jornada de oito horas. O primeiro desses comícios ocorreu no dia 11 de setembro. No dia 20 do mesmo mês, quando a cidade comemorava a Revolução Farroupilha, Xavier da Costa, Carlos Cavaco e o socialista alemão José Zeller-Rethaler discursaram aos trabalhadores. No dia 23, um domingo, Xavier da Costa e Carlos Cavaco promoveram um novo comício na Praça da Alfândega, no centro de Porto Alegre. Xavier da Costa discursou sobre o antagonismo entre a classe operária e a burguesia; Cavaco atacou "a estúpida burguesia e suas extravagâncias" enquanto os operários enfrentavam a miséria. Também falou sobre o movimento operário na Alemanha e na França e ressaltou a necessidade de o operariado local se unir em uma federação. Além disso, aconselhou os trabalhadores a resistirem fisicamente às exigências dos "potentados exploradores, se necessário erguendo barricadas no meio das ruas e reclamando os seus ideais "com um ramo de oliveira numa mão e na outra, se preciso fosse, uma bomba de dinamite". Ao longo da greve, Cavaco foi a única liderança a aconselhar publicamente o uso da violência contra os patrões.
Com a chegada o mês de outubro, outras categorias de trabalhadores se uniram aos marmoristas. No dia 3, pela manhã, os metalúrgicos se reuniram no café Estrada de Ferro, na rua Voluntários da Pátria, onde decidiram aderir à greve e exigir, para além da diminuição das horas de trabalho, um aumento salarial. No mesmo dia, os operários da Fundição Fênix, da fundição e do estaleiro de Alberto Bins, das fábricas de móveis de Arbós & Salvador, dos estaleiros de José Becker e da fundição de Jacques Max aderiram à greve, segundo o Jornal do Commercio. No dia seguinte, os operários da fundição de ferro Silva Só & Filho e os pedreiros que trabalhavam nas obras da Livraria Americana também se uniram ao movimento. Na fábrica de móveis Kappel & Arnt os trabalhadores não chegaram a entrar em greve, uma vez que os proprietários daquele estabelecimento se adiantaram nas negociações e, em acordo com os das fábricas Arbós & Salvador, reduziram a jornada de trabalho para uma média de nove horas diárias, o que foi aceito pelos trabalhadores de ambas as fábricas. Os operários da Arbós & Salvador, que no dia anterior haviam aderido à greve, retornaram ao trabalho.
Xavier da Costa e Carlos Cavaco, na tentativa de direcionarem o movimento, se dividiram nas funções de propaganda e organização da greve. No dia 3 de outubro, enquanto Xavier da Costa participava da reunião dos metalúrgicos no café Estrada de Ferro, Cavaco discursou na sede da União dos Operários no Morro São Pedro para os pedreiros e trabalhadores em madeira, aconselhando a maior calma e inteira ordem na resistência pacífica que deveriam oferecer aos patrões. Segundo o historiador Benito Schmidt, a mudança no tom dos discursos — especialmente por parte de Carlos Cavaco — deve ser atribuída ao desejo das lideranças socialistas em atrair as simpatias de outros grupos sociais à causa dos trabalhadores.

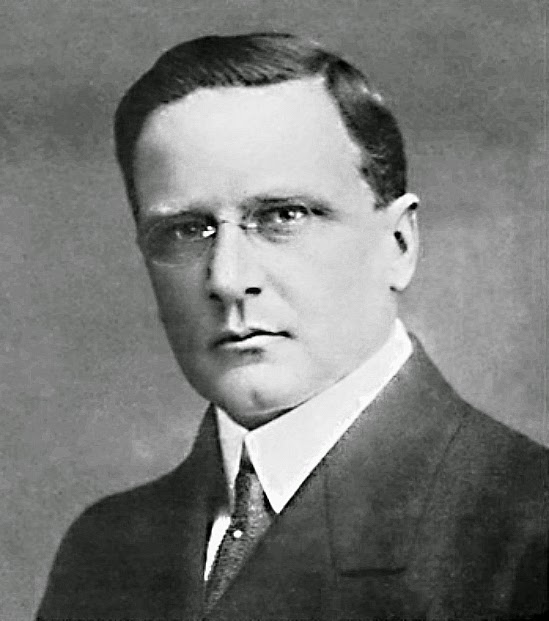
O empresário Alberto Bins emergiu como uma liderança patronal durante o conflito.

Na tarde do dia 5, os industriais, empreiteiros e comerciantes realizaram uma reunião para encontrar um meio de solucionar o impasse com os operários. Nessa reunião, emergiu a liderança de Alberto Bins, que se tornou então o mais influente articulador do grupo patronal. A maioria dos empresários concordaram em estabelecer uma jornada de nove horas de trabalho. Diante disso, Bins propôs que essa jornada fosse adotada unanimante por todos os patrões. Os empresários firmaram um convênio estabelecendo que a proposta da jornada de nove horas não seria modificada; que os operários que tomaram parte na greve não poderiam ser aceitos em outro estabelecimento dentro do prazo de trinta dias, desde que não exibissem alguma justificativa de seus antigos patrões; e a nomeação de uma comissão para tratar com o chefe de polícia Pedro Afonso Mibielli a fim de garantir que os trabalhadores dispostos a abandonar o movimento pudessem retornar ao trabalho. Bins ainda propôs a criação de uma Sociedade de Industrialistas, cuja função seria "deliberar todas as vezes que seus interesses estivessem em jogo". A posição patronal ficou clara nas declarações de Bins ao Correio do Povo do dia 7: degundo ele, nem "na velha Europa, onde o partido socialista, depois do católico é o mais forte, ainda não conseguiu impor sua vontade", e que a ser adotada a jornada de oito horas na capital gaúcha "constituiria este fato uma vitória de tal natureza, que colocaria os patrões na posição de caixeiros de seus operários, que, amanhã, se julgariam no direito de fazer novas imposições". A oferta da jornada de nove horas significava, ainda segundo Bins, uma prova da benevolência dos empresários.
A proposta da jornada de nove horas não foi aceita pelos trabalhadores e, no mesmo dia, Xavier da Costa e Carlos Cavaco anunciaram a fundação da Federação Operária do Rio Grande do Sul (FORGS). Em um primeiro momento, os anarquistas não participaram da FORGS. Não é claro se os libertários foram deixados de lado na fundação da Federação ou se eles decidiram não aderi-la. Os anarquistas já se encontravam organizados na União Operária Internacional, fundada no ano anterior, e a criação da FORGS foi, em parte, um movimento de oposição a eles. Apesar das demonstrações públicas de união da classe operária em torno da reivindicação da jornada de oito horas, desde o início da greve geral houve conflitos entre anarquistas e socialistas. Em um dos momentos mais tensos desse conflito, os anarquistas foram expulsos de uma reunião que havia sido convocada pelos socialistas na sede da sociedade União dos Pedreiros. Esses enfrentamentos tinham por base, além de rixas pessoais, concepções diversas acerca da forma pela qual a greve deveria ser conduzida, apesar do objetivo comum. Os socialistas desejavam subordinar a greve ao seu comando, apresentando-se enquanto "chefes" ou "diretores" do movimento. Os anarquistas, por sua vez, rechaçavam a ideia de uma organização centralizada e defendiam o emprego da ação direta.
No dia 8 de outubro, os empresários fizeram publicar na imprensa um aviso anunciando o retorno ao trabalho a partir do dia 10, estabelecendo a jornada de nove horas e afirmando que, "caso não for aceito o horário acima, declaram terminantemente que fecharão as suas fábricas e sustarão as obras até nova deliberação". No mesmo dia, Xavier da Costa e Carlos Cavaco lideraram uma manifestação no bairro dos Navegantes, onde cerca de quatro mil operários se reuniram para demonstrar oposição à proposta dos industriais. Durante a marcha, um grupo de moças operárias foi ao encontro de Cavaco oferecendo-lhe flores e pedindo que fosse à tribuna, o que ele fez, discursando entre aclamações dos manifestantes. As manifestações, no entanto, nem sempre foram pacíficas e ordeiras. No dia 5, um grupo de cerca de mil grevistas obrigou o pessoal que trabalhava nas obras da caixa d'agua e do reservatória da Intendência, no Moinhos de Vento, a abandonar o serviço, sob ameaças de espancamento, e permaneceram ali reunidos durante toda a tarde, hasteando uma bandeira vermelha de grandes dimensões no cimo do morro. No mesmo dia, outro grupo de grevistas conseguiu evitar que alguns operários voltassem ao trabalho na fábrica Fiação e Tecidos de Manoel Py, que se dirigiu à chefatura de polícia para solicitar a Pedro Mibielli a dispersão do piquete. Mesmo na presença dos policiais, os grevistas mantiveram a atitude tomada, e a fábrica não pode ser reaberta.
A presença feminina na greve foi destacada pela imprensa local. O Correio do Povo afirmou que o número de mulheres operárias entre os grevistas era "enorme, e sobre elas, principalmente, procuraram e conseguiram exercer influência e domínio os promotores da campanha". O grande número de mulheres grevistas evidenciou publicamente uma nova realidade: a crescente contratação da mão de obra feminina nas indústrias. As trabalhadoras se uniram ao movimento muito cedo e como um grupo. No dia 5 de outubro, o "elemento feminino do proletariado" das indústrias têxteis, de vestuário e de doces se uniu aos trabalhadores em greve. Submetidas a uma rígida disciplina nas fábricas e recebendo salários mais baixos que os homens, as mulheres tiveram uma participação visível nas demonstrações públicas da greve, marchando juntas pelas ruas da cidade exigindo a jornada de oito horas e rasgando vestidos vermelhos para fazer laços que usavam no peito como símbolo de classe, contribuindo para que essas manifestações se tornassem "espetáculos de rua e de teatro". Contudo, nem todas as mulheres foram entusiastas da greve. No dia 14 de outubro, o Correio do Povo relatava que mulheres grevistas organizavam "bandos para irem atacar e agredir as operárias que vão às fábricas", enquanto A Federação buscou destacar as "virtudes" das mulheres que não abandonaram o trabalho, divulgando o caso de uma operária da indústria têxtil que terminou o seu relacionamento com o namorado porque ele estava participando da greve. Além disso, a principal reivindicação dos grevistas — a redução da jornada de trabalho — não refletia diretamente as condições das trabalhadoras de setores como o têxtil, onde o uso da mão de obra feminina era expressivo e que geralmente adotavam sistemas de pagamento por peças. Os patrões de uma fábrica de gravatas, por exemplo, chegaram a afirmar que as suas operárias "poderiam trabalhar até duas horas por dia se quisessem, porque elas eram pagas por peças". Confrontados com esta realidade, os líderes grevistas passaram a exigir o aumento dos valores pagos por tarefa, para que a adoção da jornada de oito horas não resultasse em perdas para as operárias.
No auge da greve, o número de trabalhadores paralisados chegou a cinco mil. No entanto, nem todas as categorias participaram do movimento. No dia 8 de outubro, os gráficos realizaram uma reunião na sede social da Associação Vitório Emanuele II, visando a fundação do Sindicato dos Gráficos. Apesar do grande número de presentes, os trabalhadores gráficos decidiram não aderir à greve, uma vez que já trabalhavam sob o regime de oito horas. No mesmo dia, Victor Barreto, proprietário da Progresso Industrial, convidou seus empregados para uma reunião à noite, onde declarou que eles podiam se declarar em greve, mas que de sua parte, não estava disposto a lhes fazer concessões. Seus empregados, por sua vez, declararam que não tinham nada a reclamar, pois achavam-se satisfeitos não só com o emprego que tinham como também com a liberdade de que gozavam, enaltecendo a forma bondosa pela qual eram tratados pelos seus patrões.
No dia 10 de outubro, conforme haviam anunciando, os empresários reabriram seus estabelecimentos, amparados pelas forças policiais. No entanto, a maioria dos trabalhadores não retornou ao trabalho. Na Companhia Fiação e Tecidos, que empregava 400 trabalhadores, apenas 25 foram ao serviço; nas fábricas de Alberto Bins, ninguém compareceu ao trabalho. A determinação dos trabalhadores em continuar a greve se explica pela dificuldade da substituição de sua mão de obra. Os trabalhadores qualificados sabiam que não poderiam ser substituídos facilmente no limitado mercado local, uma vez que a maior parte da indústria porto-alegrense empregava somente mão de obra especializada.
Diante do impasse nas negociações, Carlos Cavaco recebeu duas cartas anônimas em tom de ameaça, que lhe aconselhavam a abandonar a liderança do movimento. Cavaco, como forma de defesa e autopromoção, expôs as cartas na porta do café Ferro Carril, chamando a atenção dos curiosos. Buscando dar um fim ao conflito, alguns empresários estabeleceram acordos em separado com seus funcionários, descumprindo o convênio firmado na reunião do dia 5 e indicando divergências entre o grupo patronal. No dia 9 de outubro, os trabalhadores das pedreiras de Cesar Ognibene, Antônio Divan, Antônio Locatelli, Swedo Janson e Di Gian Pietro Giovanni divulgaram um manifesto no Petit Journal, afirmando terem obtido a jornada de oito horas e agradecendo aos proprietários a "grandiosa e justa concessão". Gregório da Silva, Attilio Santa Catharina, João Bertotti, Hugo Ferlini e Oscar Teichmann, igualmente, concordaram com a redução do tempo de trabalho em seus estabelecimentos. Nicolau Rocco, dono da famosa confeitaria Rocco, além de conceder as oito horas ao seus funcionários, abriu uma subscrição para auxiliar os grevistas e contribuiu com 100 mil réis.
Apesar dessas vitórias parciais, a situação econômica dos grevistas se tornava delicada após mais de uma semana parados. Alguns açougueiros e vendedores deixaram de vender fiado aos grevistas, persuadidos pelos empresários que pretendiam obrigar os trabalhadores a ceder pela fome. Tentando remediar as dificuldades econômicas, Carlos Cavaco realizou uma conferência literária em benefício dos grevistas, "certo negociante" ofereceu aos operários dez sacos de feijão e uma comissão da FORGS passou a preparar fundos de resistência, adquirindo dinheiro, alimentos e enviando pedidos de ajuda aos operários de outras localidades. A União Operária de Pelotas e os operários de Cruz Alta atenderam ao chamado da FORGS e enviaram recursos para os grevistas de Porto Alegre.
Ao longo da greve, os governos Estadual e Municipal limitaram-se à vigilância das manifestações e à defesa dos empregados que desejavam trabalhar, sem intervir nas negociações entre patrões e empregados. Influenciados pelo positivismo de Auguste Comte, os governantes gaúchos defendiam a "incorporação do proletariado à sociedade moderna", desde que dentro da ordem estabelecida, e a não intromissão dos poderes públicos nas relações entre capital e trabalho. A grande imprensa local, em especial o Correio do Povo, adotou uma postura hostil em relação à greve, acusando os trabalhadores de origem estrangeira pelos raros casos em que os grevistas atravessaram a linha entre o protesto pacífico e a violência. No dia 16 de outubro, por exemplo, o jornal noticiava que duas jovens empregadas da Companhia Fiação e Tecidos foram agredidas por dois grevistas "de origem alemã", e acusava "dois súditos alemães" — os socialistas Wilhelm Koch e Zeller-Rethaller — de serem os principais "promotores e instigadores do movimento". Em outros momentos, o Correio do Povo acusou os grevistas estrangeiros de ingratidão e deslealdade por protestar no país que tinha lhes propiciado prosperidade e mobilidade social, utilizando as "economias e propriedades obtidas dos salários ganhos aqui" para sustentá-los em uma greve.

### Retorno ao trabalho
As dificuldades econômicas enfrentadas pelos grevistas, as divergências internas entre anarquistas e socialistas e a intransigência dos patrões acabaram desgastando o movimento. A polícia também proibiu a realização de comícios e agrupamentos de trabalhadores juntos às fábricas, para que não exercessem coerção sobre aqueles que abandonavam o movimento e compareciam ao trabalho. Xavier da Costa e Carlos Cavaco buscaram dar uma saída honrosa ao movimento. No dia 13 de outubro, Xavier da Costa se reuniu com Alberto Bins e propôs a redução da jornada de trabalho para oito horas e 45 minutos como condição para o fim da greve. Os empresários não aceitaram a proposta, pois entenderam que a exigência de um quarto de hora era apenas para humilhar os industriais. Os empresários resolveram manter a oferta das nove horas e, em caso de necessidade, fechar seus estabelecimentos. Segundo Alberto Bins, as fábricas poderiam restabelecer a jornada de dez horas e "obrigar, pela fome, a que os operários voltem ao trabalho".
No dia 17, segundo o Jornal do Commercio, os operários que se achavam em greve começavam a voltar ao trabalho, "com quanto alguns exaltados procurem todos os meios de os desviar das fábricas", embora reconhecendo que alguns dos mais importantes estabelecimentos comerciais e industriais da cidade — como os de propriedade de Alberto Bins — continuavam parados. Um pouco antes, no dia 14, o mesmo jornal apontava para a existência de duas posturas entre os operários estrangeiros relativas à continuidade da greve, mesclando critérios étnicos e ideológicos, ao afirmar que os alemães, "que são socialistas, entendem que devem voltar ao trabalho, aceitando o que lhes foi proposto pelos industriais", enquanto os "polacos e italianos, anarquistas, opõem-se à volta ao trabalho".
No dia 18, os empresários divulgaram um aviso reafirmando a manutenção das nove horas e comunicando que "somente se entenderão sobre regulamento e outras questões internas com comissões compostas exclusivamente de operários de suas respectivas fábricas ou obras". Devido à intransigência dos empresários, os grevistas não tiveram outra escolha senão aceitar as nove horas. Xavier da Costa e Carlos Cavaco, todavia, buscaram preservar a organização da classe e suas posições de liderança no momento de retorno ao trabalho. No dia 19, na sede da FORGS, ocorreu uma reunião das comissões encarregadas de resolver sobre o prosseguimento da greve. Xavier da Costa e Cavaco defenderam a volta ao trabalho. Para essas lideranças, o mais importante era manter as conquistas já alcançadas pelo movimento: a redução da jornada de trabalho de dez a doze para nove horas diárias, e o aumento de salário obtido por algumas categorias.
A imprensa local deu a greve por encerrada no dia 21 de outubro, anunciando que os trabalhadores voltariam ao trabalho no dia seguinte. No entanto, muitos trabalhadores envolvidos na greve — especialmente os mais qualificados — não quiseram voltar ao trabalho, preferindo montar pequenas oficinas ou transferir-se para outras localidades. A União dos Chapeleiros do Rio de Janeiro mandou fornecer passagens aos trabalhadores desse ofício interessados em trabalhar naquela cidade, e no dia 15 de outubro, ainda durante o movimento, operários da fábrica de chapéus Tcheirs partiram para o Rio. No dia 26 de outubro, após o término da greve, alguns grupos de operários embarcaram para o Rio de Janeiro, São Paulo e Buenos Aires. Os marmoristas, por sua vez, não se conformaram com o acordo e continuaram paralisados, conseguindo obter a jornada de oito horas.
Apesar do Jornal do Commercio ter afirmado, no dia 18 de outubro, que os empregados que voltavam ao trabalho eram recebidos "carinhosamente" pelos patrões, a imprensa operária denunciou uma série de abusos e perseguições no retorno ao trabalho. Na fábrica de meias, uma moça foi despedida por ter ofertado um buquê de flores a um chefe grevista e os patrões só aceitaram o retorno de seus empregados depois que cada um deles lhes pedissem por favor; na fábrica Fiação e Tecidos, os salários dos grevistas foram reduzidos e as mulheres reclamaram de maus tratos por parte de seus supervisores. No dia 15 de novembro, o jornal anarquista A Luta denunciava que os empresários da cidade resolveram adotar "uma espécie de libretos de trabalho", um atestado assinado pelos patrões aos trabalhadores despedidos que indicava a razão da demissão, e que passaria a ser exigido pelos demais patrões a quem o operário desempregado fosse pedir trabalho. Segundo os anarquistas, através "dos tais livretos", pretendiam os empresários "castigar os operários que tiveram de protestar contra as explorações de que são vítimas". No total, cerca de cem trabalhadores foram despedidos por terem participado da greve. Frente às perseguições, se aventou a possibilidade de reiniciar a paralisação. Contudo, a greve não foi retomada, uma vez que grande parte dos empregados foram aceitos em suas fábricas ou oficinas e a jornada de nove horas foi cumprida à risca pelos seus patrões.

## Resultados
A greve terminou com vitórias parciais para os trabalhadores, com a redução da jornada de trabalho para nove horas diárias, sendo que algumas categorias, como a dos marmoristas, conseguiram alcançar o cumprimento da reivindicação inicial da jornada de oito horas. O movimento também reforçou a solidariedade de classe entre os trabalhadores de Porto Alegre, que pela primeira vez, ocupavam o espaço público da cidade para reivindicar suas demandas e tornavam visível a existência de um conflito de classes em um contexto marcado pelo avanço das relações de produção capitalistas. Por outro lado, os empresários também se viram obrigados a se organizarem e tomarem medidas comuns ao firmar um convênio.
Segundo a historiadora Isabel Bilhão, a maior conquista do movimento está "no fato de que ele engendra a fundação de várias entidades de trabalhadores, a coesão de algumas já existentes e a rearticulação de outras". Além da fundação da FORGS — que futuramente irá se estender para o interior do Rio Grande do Sul e se tornar a mais importante organização da classe trabalhadora gaúcha —, destaca-se a criação do Sindicato dos Marmoristas, da União dos Pedreiros, da União dos Trabalhadores em Madeira, do Sindicato dos Marceneiros, da União dos Chapeleiros, da União dos Tecelões, da União dos Alfaiates e do Grêmio das Artes Gráficas. Dentre as associações já existentes e que saíram fortalecidas da greve, se encontram a União Operária Internacional, onde estavam organizados os anarquistas, e a Allgemeiner Arbeiter Verein, associação dos trabalhadores socialistas alemães.
Embora tenha fortalecido a organização dos trabalhadores da cidade, por outro lado a greve também consolidou a cisão entre anarquistas e socialistas. Os socialistas procuraram manter o movimento dentro dos limites da ordem constituída, estabelecendo canais de negociação com os empresários e enfatizando a importância das conquistas parciais. Após o fim da greve, os socialistas saíram politicamente fortalecidos, sobretudo Francisco Xavier da Costa e Carlos Cavaco, que lideraram a paralisação.  Os anarquistas, embora tenham impulsionado o movimento, ao estimularem a reivindicação da jornada de oito horas a partir da paralisação na oficina de Aloys Friedrichs, foram alijados da direção da greve e não tomaram parte na fundação da FORGS. Mesmo assim, continuaram a atuar incentivando a mobilização e a organização dos trabalhadores a partir das bases, contestando as propostas e atitudes dos socialistas, sobretudo o reconhecimento destes enquanto interlocutores legítimos dos trabalhadores, e não concordaram com a solução negociada entre os empresários e as lideranças socialistas. Apesar disso, viram na redução de jornada para nove horas uma conquista parcial e reconheceram a importância do movimento no sentido de fortalecer a consciência de classe dos trabalhadores gaúchos.